# ゼルドビッチ数
ゼルドビッチ数（ゼルドビッチすう）とは、流体力学において使われる無次元数の一つ。命名はヤーコフ・ゼルドビッチにちなむ。以下の公式で求められる。
{\displaystyle \beta ={\frac {T_{d}(T_{\inf }-T_{0})}{T_{s}^{2}}}}
ただし、{\displaystyle \beta }はゼルドビッチ数、{\displaystyle T_{d}}が物質拡散の活性化温度、{\displaystyle T_{\inf }}は最終的な温度、{\displaystyle T_{0}}は初期温度、{\displaystyle T_{s}}は表面温度を表している。ゼルドビッチ数はマークシュタイン数の算出に利用される。